# Porto Novo (Caraguatatuba)
Porto Novo é um distrito do município brasileiro de Caraguatatuba, que integra a Região Metropolitana do Vale do Paraíba e Litoral Norte, no litoral do estado de São Paulo.

## História

### Formação administrativa
- Distrito policial de Porto Novo criado em 17/10/1936 no município de São Sebastião, extinto em 1945[3].
- Decreto nº 18.586-A de 02/05/1949 - Cria a 2ª subdelegacia de policia na localidade conhecida por Porto Novo, no distrito e município de Caraguatatuba[4].
- Distrito criado pela Lei n° 8.092 de 28/02/1964, com sede no povoado de igual nome e com território desmembrado do distrito da sede do município de Caraguatatuba[5][6].

## Geografia

### Demografia

#### População urbana
| Crescimento população urbana | Crescimento população urbana | Crescimento população urbana | Crescimento população urbana |
| Censo                        | Pop.                         |                              | %±                           |
| ---------------------------- | ---------------------------- | ---------------------------- | ---------------------------- |
| 1970                         | 2 333                        |                              | —                            |
| 1980                         | 10 265                       |                              | 340,0%                       |
| 1991                         | 17 772                       |                              | 73,1%                        |
| 2000                         | 30 132                       |                              | 69,5%                        |
| 2010                         | 41 718                       |                              | 38,5%                        |
| Fonte: IBGE e Fundação SEADE |                              |                              |                              |

#### População total
Pelo Censo 2010 (IBGE) a população total do distrito era de 43 184 habitantes.

### Área territorial
A área territorial do distrito é de 176,314 km².

### Rodovias
O principal acesso ao distrito é a Rodovia Doutor Manuel Hipólito Rego (SP-55).

### Hidrografia
- Rio Juqueriquerê

## Serviços públicos

### Registro civil
Atualmente é feito na sede do município, pois o Cartório de Registro Civil das Pessoas Naturais do distrito foi extinto pela Resolução nº 1 de 29/12/1971 do Tribunal de Justiça do Estado de São Paulo e seu acervo foi recolhido ao cartório do distrito sede.

### Saúde

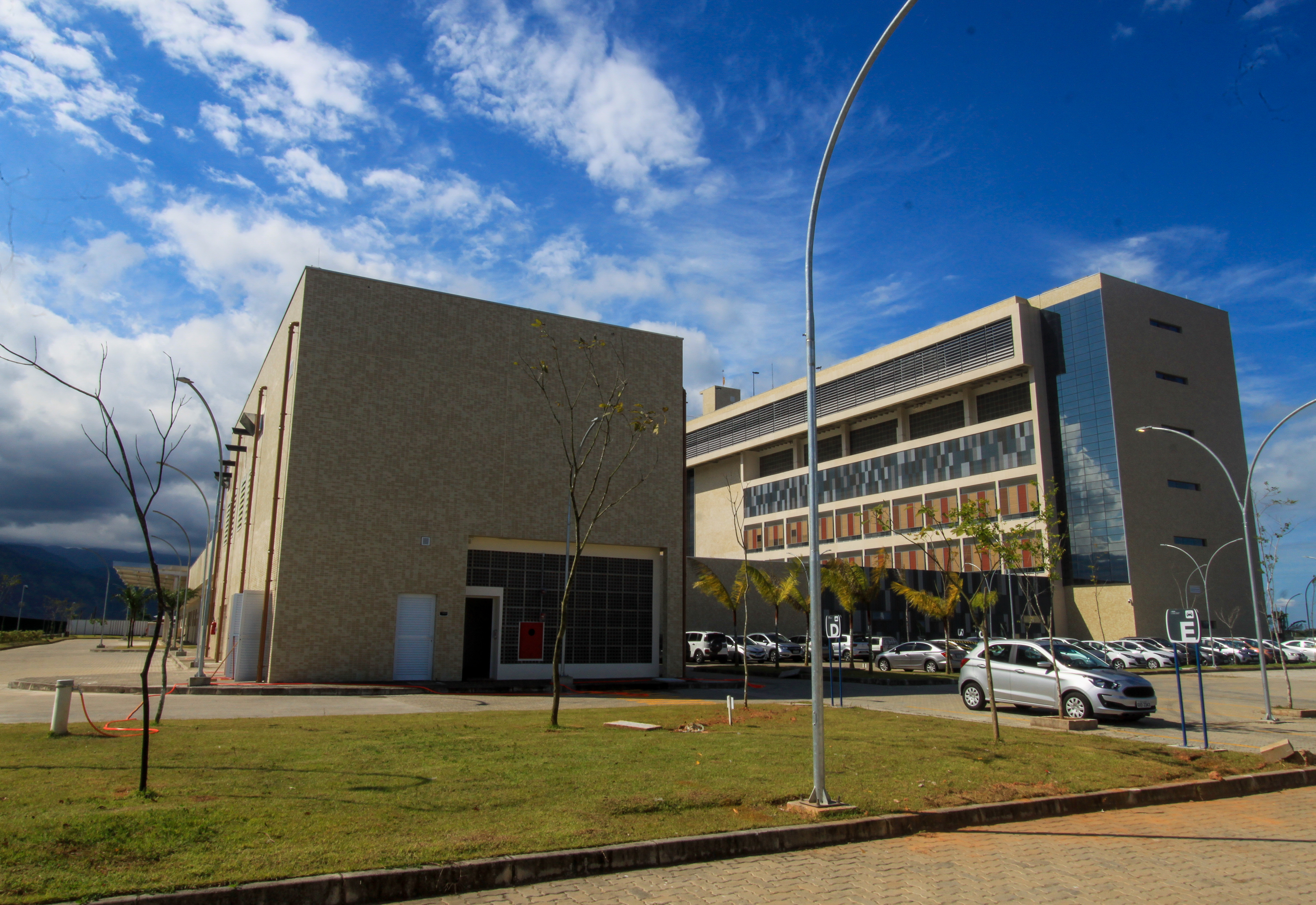
Hospital Regional do Litoral Norte.

É no distrito de Porto Novo que está instalado o Hospital Regional do Litoral Norte.

### Saneamento
O serviço de abastecimento de água é feito pela Companhia de Saneamento Básico do Estado de São Paulo (SABESP).

### Energia
A responsável pelo abastecimento de energia elétrica é a EDP São Paulo, antiga Bandeirante Energia.

### Telecomunicações
O distrito era atendido pela Telecomunicações de São Paulo (TELESP), que inaugurou a central telefônica utilizada até os dias atuais. Em 1998 esta empresa foi vendida para a Telefônica, que em 2012 adotou a marca Vivo para suas operações.

## Atrações turísticas

### Parque Natural Municipal do Juqueriquerê

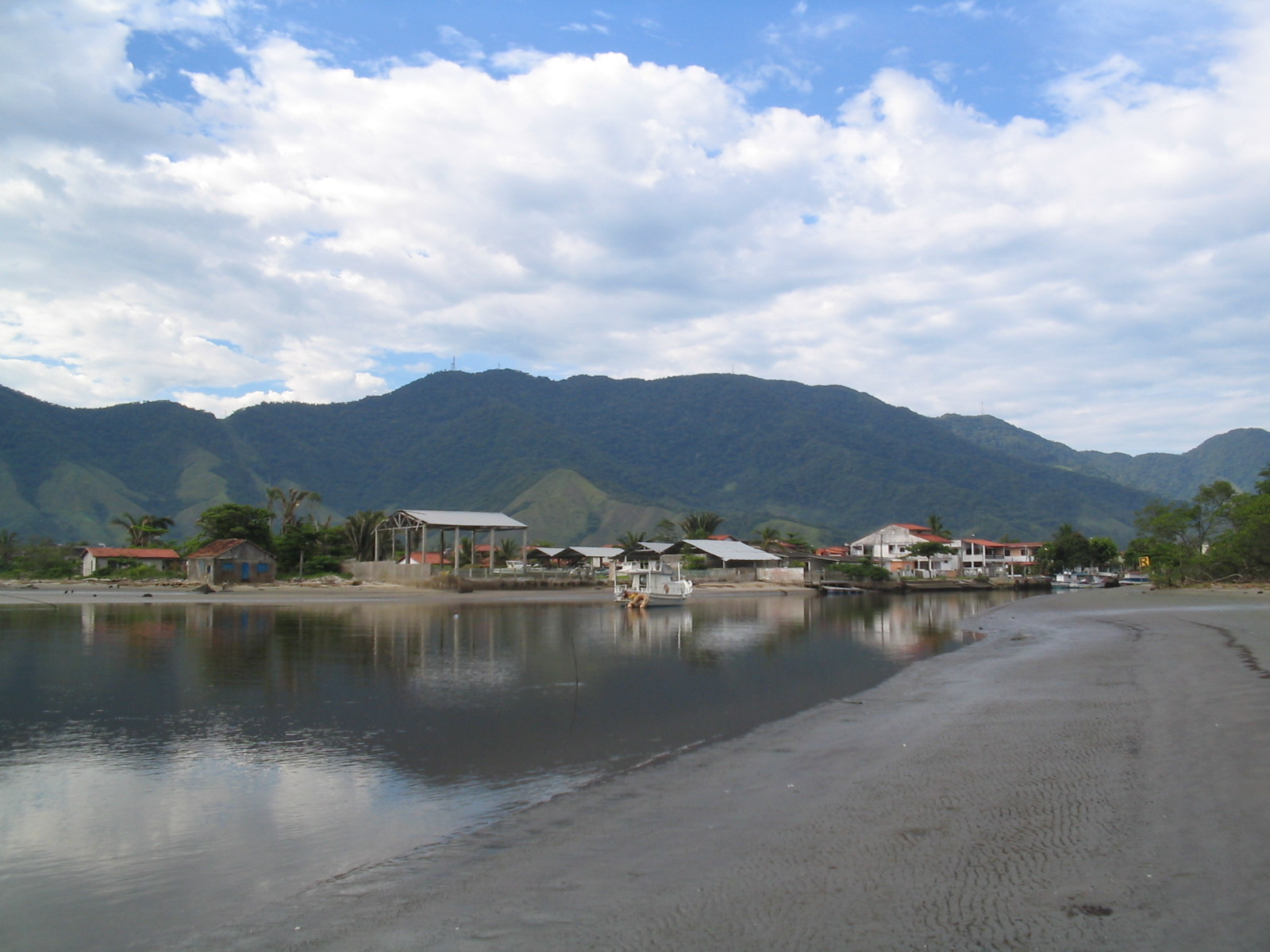
Rio Juqueriquerê.

Localizado às margens do Rio Juqueriquerê, o Parque Natural Municipal do Juqueriquerê é a primeira unidade de conservação de proteção integral municipal, cujos objetivos básicos são a preservação dos ecossistemas e biodiversidade e a realização de pesquisa científica. Com uma área de aproximadamente 35 mil m², foi inaugurado em 20 de abril de 2023.

### Praias
Praia das Palmeiras

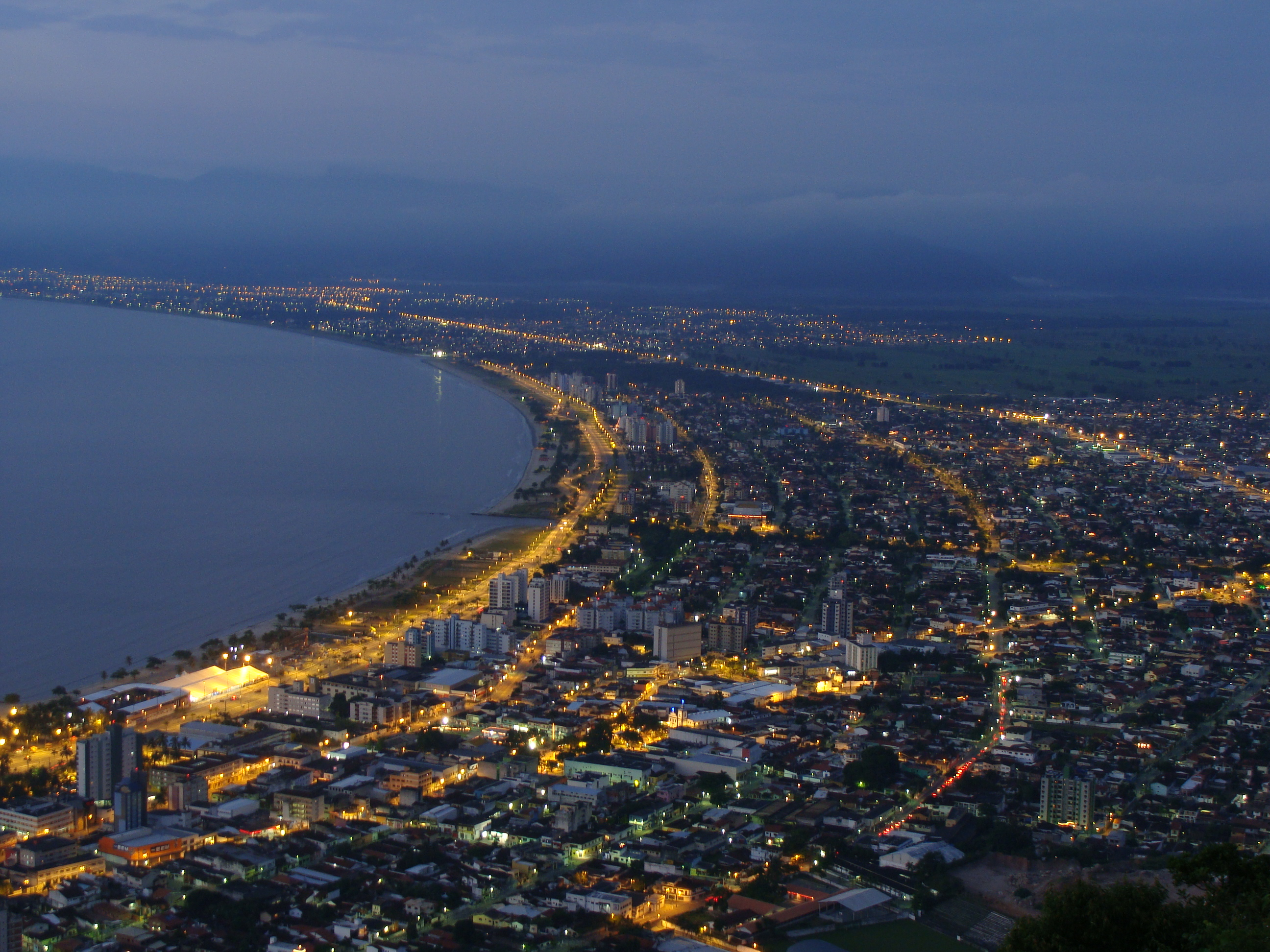
Porto Novo, no topo da foto, visto do Morro Santo Antônio.

Localizada a 5,5 km do centro da cidade, a Praia das Palmeiras fica entre as Praias Pan Brasil, ao norte, divididas entre si pela foz do Rio Lagoa, e a Praia do Romance ao sul, de maneira contígua. A praia dispõe ainda de calçadão e ciclovia, a faixa de areia é estreita e apresenta fragmentos de vegetação nativa, característica de cordões arenosos. A praia também é bastante procurada por praticantes de pesca, e ao longo do Rio Lagoa, o visitante pode apreciar uma vegetação nativa que corre o risco de desaparecer, passeando de caiaque: o mangue.
Praia do Romance
Localizada entre a Praia das Palmeiras ao norte, de maneira contígua, e a Praia das Flexeiras ao sul, também de maneira contígua, a praia apresenta uma larga faixa de areia, e o mar é calmo, quase sem ondas ou correnteza. Por se tratar de uma praia mais afastada do centro, costuma receber poucos visitantes, o que a torna destino de casais e famílias em busca de privacidade e sossego.
Praia das Flexeiras
Localizada entre as Praias do Romance ao norte, de maneira contígua, e a Praia do Porto Novo ao sul, também de maneira contígua, a praia apresenta uma larga faixa de areia, e o mar é calmo, quase sem ondas ou correnteza.
Praia do Porto Novo
A Praia do Porto Novo fica entre a Praia das Flexeiras, ao norte, de maneira contígua, e a foz do Rio Juqueriquerê, ao sul. Próximo à foz, o Rio Juqueriquerê forma uma península e há presença de mangue. A praia apresenta uma larga faixa de areia, e o mar é calmo, quase sem ondas ou correnteza. Em frente à praia foi instalado o Centro de Eventos do Litoral Norte, onde desde dezembro de 2014 são realizados shows, espetáculos, eventos esportivos e de recreação.

## Religião
O Cristianismo se faz presente no distrito da seguinte forma:

### Igreja Católica
- A igreja faz parte da Diocese de Caraguatatuba[23].

### Igrejas Evangélicas
- Congregação Cristã no Brasil[24].